# لويس إيزكويردو
لويس إيزكويردو (بالإسبانية: Luis Izquierdo)‏ هو مصارع رياضي كولومبي، ولد في 3 أبريل 1974 في مدينة كالي في كولومبيا.

## وصلات خارجية
- لويس إيزكويردو على موقع قاعدة بيانات المصارعة الدولية (الإنجليزية)
- لويس إيزكويردو على موقع أوليمبيديا (الإنجليزية)